# Kihelkonna
Kihelkonna (em estoniano:  Kihelkonna vald) é um município rural estoniano localizado na região de Saaremaa.